# Farneceno
O termo farneceno se refere a seis isômeros, que são sesquiterpenos. 